# Vite di Haydn, Mozart e Metastasio
Vite di Haydn, Mozart e Metastasio è la prima opera in assoluto ad essere pubblicata da Stendhal. Scritta nel 1814, è una raccolta di tre saggi organizzati in forma epistolare,  il cui titolo originario era Lettres écrites de Vienne en Autriche, sur le célèbre compositeur Jh Haydn, suivies d'une vie de Mozart, et de considérations sur Métastase et l'état présent de la musique en France et en Italie (Lettere scritte da Vienna in Austria sul celebre compositore J. Haydn, seguite da una biografia di Mozart e da considerazioni su Metastasio e sullo stato attuale della musica in Francia e in Italia.

## Analisi
Come dice il titolo originale, i tre saggi sono strutturati in forma di lettere scritte da un fittizio personaggio, Louis-Alexandre-César Bombet - sotto il quale pseudonimo Stendhal si firmava - e inviate a destinatari francesi. Le vite di Haydn, Mozart e Metastasio rappresentano, oltre all'esordio assoluto di Stendhal nella letteratura, anche il suo primo saggio in campo musicale, prima della celeberrima Vita di Rossini.
Come sostiene Alessandro Arbo, «Insuperabile poeta dell’immaginazione, Stendhal ci indica nella musica l’esperienza della variabilità di una coscienza che ha perduto il suo fondamento.»

## Edizioni francesi
- Vies de Haydn, de Mozart et de Métastase, Parigi, Didot l'aîné, 1814
- Vies de Haydn, de Mozart et de Métastase, Parigi, Michel Lévy frères, 1854
- Vies de Haydn, de Mozart et de Métastase, Texte établi et annoté par Daniel Muller. Préfation de Romain Rolland, Parigi, Honoré Champion, 1914
- Vies de Haydn, de Mozart et de Métastase, révision du texte et préface par Henri Martineau, Parigi, Le Divan, 1928
- Vies de Haydn de Mozart et de Métastase, préface de Victor Del Litto, Plan de La Tour, Editions d'aujourd'hui, 1978

## Edizioni italiane
- Vite di Haydn, Mozart e Metastasio, introduzione di Alessandro Arbo, Roma, NeoClassica, 2017

## Selezioni
- Vita di Haydn, prefazione di Mario Luzi, Firenze, Passigli, 1983
- Vita di Mozart, prefazione di Enzo Siciliano, Firenze, Passigli, 1983
- Vita di Haydn, Lugano, Casagrande, 2009